# 圣菲亚克 (阿摩尔滨海省)
圣菲亚克（法語發音：[sɛ̃ fjakʁ] ⓘ）是法国阿摩尔滨海省的一个市镇，位于该省中部，属于甘冈区。

## 地理
圣菲亚克（48°27'41"N, 3°3'39"W）面积9.7 平方千米，位于法国布列塔尼大區阿摩尔滨海省，该省份为法国西北部沿海省份，位于布列塔尼半岛北部，北濒大西洋英吉利海峡，西接菲尼斯泰尔省，南至莫尔比昂省，东临伊勒-维莱讷省。
与圣菲亚克接壤的市镇（或旧市镇、城区）包括：朗罗代克、博克奥、普莱西迪、圣吉尔达、圣佩韦、桑旺莱阿尔。

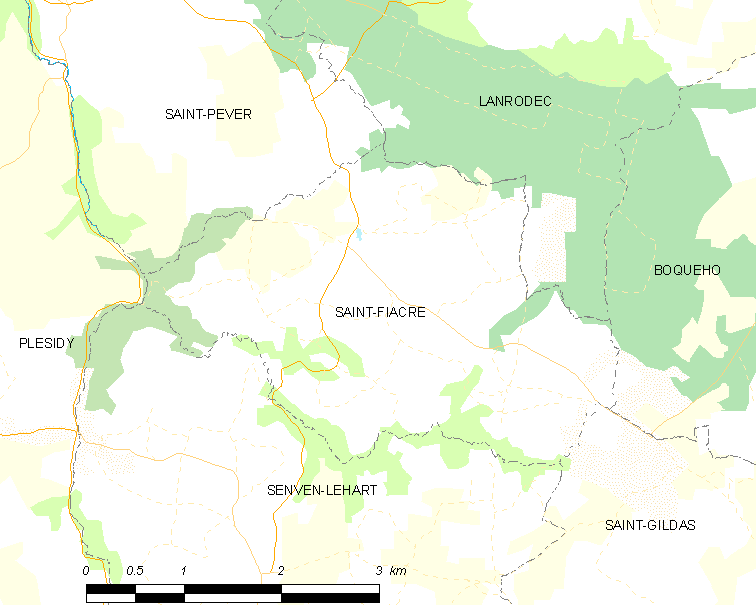
的OSM定位图

圣菲亚克的时区为UTC+01:00、UTC+02:00（夏令时）。

## 行政
圣菲亚克的邮政编码为22720，INSEE市镇编码为22289。

## 政治
圣菲亚克所属的省级选区为普莱洛县。

## 人口

1962-2008年间人口变化图示

圣菲亚克于2022年1月1日时的人口数量为212人。